# Русалки (фильм)
«Русалки» (англ. Mermaids) — американский комедийно-драматический художественный фильм 1990 года, экранизация произведения, автор которого — Пэтти Дэнн. Режиссёром выступил Ричард Бенджамин.
В главных ролях: Шер, Боб Хоскинс, Вайнона Райдер (которая была номинирована на премию «Золотой глобус» за лучшую женскую роль второго плана) и Кристина Риччи (этот фильм стал её дебютом в кино).

## Сюжет
Шарлотта — подросток, разрывающаяся между растущей страстью к красивому смотрителю монастыря и желанием стать монахиней. Ещё больше усиливают её подростковые страхи младшая сестра Кейт, усердно занимающаяся плаванием, которую она ласково зовёт «рыбья головка», и их мать Рэйчел — сексуальная женщина, которая увозит их в новый город каждый раз после очередного скандала, что случается довольно часто.
В новом городе у Рэйчел появляется новый поклонник Лу. Вместе с ним Рэйчел отправляется на костюмированную новогоднюю вечеринку в платье русалки с декольте и шлейфом в виде русалочьего хвоста. Там Лу предлагает Рэйчел руку и сердце.

## В ролях
- Шер — Рэйчел Флэкс
- Вайнона Райдер — Шарлотта Флэкс
- Кристина Риччи — Кейт Флэкс
- Боб Хоскинс — Лу Ландски
- Майкл Шеффлинг — Джо Перетти
- Кэролайн МакУильямс — Кэрри
- Ян Майнер — Мать

## Критика
На сайте Rotten Tomatoes фильм имеет рейтинг 74 %, на основании 23 рецензий критиков со средней оценкой 6,3 из 10.
Винсент Кэнби из Нью-Йорк Таймс написал; ««Русалки», адаптированные английской писательницей Джун Робертс из романа Пэтти Данн, представляют собой ужасно нежную, но мудрую комедию о серьезной теме взросления».